# Praemallaspis xanthaspis
Praemallaspis xanthaspis là một loài bọ cánh cứng trong họ Cerambycidae.